# Steam
Steam er computertjeneste udbudt af Valve Corporation. Tjenesten anvendes til at organisere en række computerspil, spillerens netværk og køb af computerspil. Blandt andre er spillene Half-Life 2, Counter Strike: Source, og Counter Strike: Global Offensive knyttet til programmet. Derudover kan man tilføje spilmodifikationer (MODs) og gratis spil. Man kan downloade de spil, man har købt licens til, uden brug af cd, dvd eller lignende medie. Det er også muligt at give sine licenser til andre brugere som "gaver". I dag kan stortest alle spil der fås på PC, downloades på Steam, eller den nyere tjeneste og konkurrent, EpicGames Store.
Mange computerspil tilbydes både på et fysisk medie som DVD (eller tilsvarende medier til spillekonsoller) og som direkte download fra Steam. På Steam får spilleren ikke et fysisk eksemplar tilsendt, men kan i stedet downloade de licenserede produkter via deres Steam-konto.
En Linux-version af Steam blev udgivet den 14. februar 2013. Valve annoncerede den 23. september 2013 at de udvikler deres egen Linux-distribution kaldet SteamOS.
Udvidelsen SteamVR er en platform til virtual reality-spil. Softwaren fungerer med HTC Vive, Oculus Rift, Windows Mixed Reality og andre VR-headset.